# Juniperus squamata 'Loderi'
Juniperus squamata 'Loderi' — сорт можжевельника чешуйчатого. Используется в качестве декоративного садового растения.

## Происхождение
Представлен сэром Эдмундом Лодером, Англия примерно в 1932 году.

## Биологическое описание
Крона ширококонусовидная, плотная, высота до 2—3 м, согласно другому источнику 1—1,5 м. В возрасте 10 лет растения достигают высоты 80—180 см. Сучья приподнятые, ветви такие же, но верхушки свисающие. Годовой прирост побегов 8—15 см. Регулирование роста лидера позволяет придавать растениям вертикальную или более широкую форму.
Хвоя зелёная, игольчатая, короткая, острая, сверху голубая, снизу зелёная, на 2-й год коричневая или сухая.
Сорт аналогичен Juniperus squamata 'Wilsonii', но ниже.

## Агротехника
Зоны морозостойкости: 5, согласно другому источнику информации 4а—9b.